# Charles Svejstrup Madsen
Vilhelm Thorvald Charles Svejstrup Madsen (født 9. maj 1883 i København, død 1. september 1946) var en dansk billedhugger, der blandt andet er kendt for værket Fiskerkone (en) (1940), der står på Gammel Strand, København.